# Missie (computerspelterm)
Een missie of quest is in de wereld van computerspellen een opdracht die de hoofdspeler kan uitvoeren in het spel.

## Beschrijving
Veel computerspellen bevatten een doorlopende verhaallijn met meerdere missies die succesvol uitgevoerd moeten worden. Het is een manier om naast het enkel doden van monsters of vijanden, de gameplay af te wisselen met andere opdrachten, en zo de speelervaring te verbeteren. Ook is het een manier om het spel beter te leren kennen.
Missies vallen vaak in een bepaalde categorie, zoals bijvoorbeeld:
- het doden van monsters of een eindbaas,
- verzamelen van een object,
- vernietigen van gebouwen of een vijandelijke basis,
- escorteren van een belangrijk personage naar een bepaald doel,
- of het bezorgen van een voorwerp aan iemand.

Het is ook mogelijk dat binnen de missie meerdere van deze taken volbracht moeten worden.
Door het uitvoeren van de missie wordt de speler vaak beloond met buit, goud of munten. Daarnaast is een missie een manier om nieuwe vaardigheden te krijgen, en kan een nieuw gedeelte van het spel worden vrijgespeeld.
Wanneer een missie niet direct bijdraagt aan het hoofdverhaal wordt gesproken van een zijmissie, of sidequest in het Engels.

## Voorbeelden
Voorbeelden van computerspellen met meerdere missies:
- Horizon Zero Dawn
- Assassin's Creed Odyssey
- Fable II
- The Elder Scrolls III: Morrowind
- Assassin's Creed Valhalla
- Fallout: New Vegas
- The Legend of Zelda: Breath of the Wild
- Fallout 3
- The Elder Scrolls V: Skyrim
- The Witcher 3: Wild Hunt